# Ígor Zhelezovski
Ígor Zhelezovski –en ruso, Игорь Железовский; en bielorruso, Ігар Жалязоўскі, Íhar Zhaliazouski– (Orsha, URSS, 1 de julio de 1963–12 de junio de 2021) fue un deportista bielorruso que compitió para la Unión Soviética en patinaje de velocidad sobre hielo, seis veces campeón mundial de patinaje sobre hielo en la distancia corta.

## Trayectoria
Participó en tres Juegos Olímpicos de Invierno, entre los años 1988 y 1994, obteniendo dos medallas, bronce en Calgary 1988 y plata en Lillehammer 1994, ambas en la prueba de 1000 m.
Ganó siete medallas en el Campeonato Mundial de Patinaje de Velocidad sobre Hielo en Distancia Corta entre los años 1985 y 1993.
Especialista en las distancias cortas, batió la plusmarca mundial en los 1500 m dos veces, en 1983 (1:54,26) y en 1987 (1:52,50), y la plusmarca mundial de 1000 m en 1989 (1:12,58).
Después de retirarse de la competición fungió de presidente de la Unión de Patinaje sobre Hielo de Bielorrusia entre 1996 y 2005. Falleció a causa de una infección por COVID-19 el 12 de junio de 2021, a la edad de 57 años.

## Palmarés internacional
| Representando a la URSS               |                           |                   |                       |
| Juegos Olímpicos                      |                           |                   |                       |
| Año                                   | Lugar                     | Medalla           | Prueba                |
| 1988                                  | Calgary (Canadá)          | Medalla de bronce | 1000 m                |
| Campeonato Mundial en Distancia Corta |                           |                   |                       |
| Año                                   | Lugar                     | Medalla           | Prueba                |
| 1985                                  | Heerenveen (Países Bajos) | Medalla de oro    | Clasificación general |
| 1986                                  | Karuizawa (Japón)         | Medalla de oro    | Clasificación general |
| 1989                                  | Heerenveen (Países Bajos) | Medalla de oro    | Clasificación general |
| 1990                                  | Tromsø (Noruega)          | Medalla de bronce | Clasificación general |
| 1991                                  | Inzell (Alemania)         | Medalla de oro    | Clasificación general |
| Representando a la CEI                |                           |                   |                       |
| Campeonato Mundial en Distancia Corta |                           |                   |                       |
| Año                                   | Lugar                     | Medalla           | Prueba                |
| 1992                                  | Oslo (Noruega)            | Medalla de oro    | Clasificación general |
| Representando a Bielorrusia           |                           |                   |                       |
| Juegos Olímpicos                      |                           |                   |                       |
| Año                                   | Lugar                     | Medalla           | Prueba                |
| 1994                                  | Lillehammer (Noruega)     | Medalla de plata  | 1000 m                |
| Campeonato Mundial en Distancia Corta |                           |                   |                       |
| Año                                   | Lugar                     | Medalla           | Prueba                |
| 1993                                  | Ikaho (Japón)             | Medalla de oro    | Clasificación general |